# 施雲翔
施雲翔，奉天府铁岭人。清朝政治人物、进士出身。
康熙三十六年，登进士，官至直隸德興縣知縣、江南監察御史。